# 1359년

## 연호
- 원(元) 지정(至正) 19년
- 일본(日本) 남조(南朝) 쇼헤이(正平) 14년
- 일본(日本) 북조(北朝) 엔분(延文) 4년
- 쩐 왕조(陳朝) 다이찌(大治) 2년

## 기년
- 원(元) 혜종(惠宗) 27년
- 고려(高麗) 공민왕(恭愍王) 8년
- 쩐 왕조(陳朝) 유종(裕宗) 19년

## 사건
- 홍건적이 고려에 침입하여 서경을 함락시키다.
- 왜구가 예성강에 침입하다.